# جاكوبس الهندسية
مجموعة جاكوبس الهندسية (الرمز في بورصة نيويورك: J) هي شركة خدمات مهنية تقنية دولية أمريكية. تقدم الشركة خدمات تقنية، احترافية انشائية، وايضا علمية متخصصة في الاستشارات العلمية والمتخصصة لنطاق واسع من العملاء على مستوى العالم، شاملا الشركات والمنظمات والوكالات الحكومية. تصل إيراداتها السنوية في جميع أنحاء العالم حوالي 15 مليار دولا وذلك في السنة المالية 2018. احتل جاكوبس المرتبة الأولى في كل من سجل الأخبار الهندسية (انر) لعام 2018/2019/2020 لأفضل 500 شركة تصميم  وأعلى 50 شركة هندسية بدون حفر في 2018/2019 من ترنشلس تكنولوجي.

## نظرة عامة
تأسست شركة جاكوب الهندسية عام 1947 بواسطة جوزيف جاكوبس. الرئيس التفيذي الحالي للشركة هو ستيفن جيه ديميتريو. وهو رئيس مجلس الإدارة منذ 28 يوليو 2016 وايضا الرئيس التنفيذي والرئيس منذ عام 2015. اما الرئيس السابق والمدير التنفيذي كان كريج ل.مارتن منذ عام 2006 حتى عام 2014.
الشركة تم تداولها علنًا باسم شركة فورتشين 500. في سبتمبر 2018 كشركة جاكوب لديها اكتر من 80800 موظف عالميا واكث من 400 مكتب وأكثر من 400 مكتب في أمريكا الشمالية وأمريكا الجنوبية وأوروبا والشرق الأوسط وأستراليا وأفريقيا وآسيا.
في أكتوبرعام 2016، تم نقل مركزها الرئيسي من باسادينا، كاليفورنيا إلى دالاس، تكساس.
في 9 أغسطس عام 2017، منح البنتاجون عقد متابعة متكامل للبحث والتطوير لحلول المؤسسات (أي ار أي اس) بما قيمته 4.6 مليار دولار إلى شركة جاكوب التقنية، وهي وحدة تتبع مجموعة جاكوب الهندسية لمدها بالمنتجات والخدمات لوكالة الدفاع الصاروخي ومركز عمليات تكامل الدفاع الصاروخي المتكامل والعمليات المركزية.
في أكتوبر عام 2018، وافقت جاكوبس على بيع وكالتها للطاقة والكيمياء والموارد إلى وورلي بارسونس.

## عمليات الاستحواذ
في السنة المالية لعام 2008 انفقت جاكوب 264 مليون دولارلكي تستحوذ علي كارتر وبورجيس وليندسي للهندسة وحصة 60٪ في زامل وتورباج للاستشارات الهندسية. في السنة المالية 2010، استحوذت جاكوبس على تيبرين وجوردان، جونس وجولدينج بقيمة 259.5 مليون 
في السنة المالية 2014، أعلنت جاكوبس أنها انهت صفقة للاندماج مع شركة سينكلير نايت ميرز (اس كي ام)، وهي شركة خدمات متخصصة تحتوي 6900 شخص مهني ومقرها أستراليا. سعر الشراء يعكس قيمة المشروع التي تبلغ 1.2 مليار دولار أسترالي (1.1 مليار دولار أمريكي) وذلك بالإضافة إلى التعديلات النقدية والديون وغيرها من البنود.
في 2 أغسطس 2017، استحوذت جاكوبس على شركة سي اتش ام هيل- وهي شركة عالمية هندسية في قطاع البنية التحتية الرئيسية والخدمات الحكومية، وتشمل المياه والنقل والبيئة والنووية في صفقة نقدية وأسهم بما قيمته 3.27 مليار دولار.
في مارس 2020، استحوذت جاكوبس على شركة وود نووي، ذراع الخدمات النووية لمجموعة جون وود البريطانية، مقابل 250 مليون جنيه إسترليني، ذلك بالإضافة الي 2000 عامل وزيادة إجمالي القوى العاملة في جاكوبس في المملكة المتحدة إلى ما يقرب من 11000.
في ديسمبر 2020، أعلنت شركة جاكوبس أنها سوف تستثمر في شركة بي ايه كونسلتينج البريطانية في صفقة قيمتها 1.825 مليار جنيه إسترليني. ومن المتوقع اتمام الصفقة بحلول نهاية الربع الأول من عام 2021.

## روابط خارجية
- الموقع الرسمي
- - بيانات النشاط التجاري لـ مجموعة جاكوبس الهندسية: مالية جوجل
  - بلومبرج
  - رويترز
  -  إيداع هيئة الأوراق المالية والبورصات